# 下盧卡維察
49°10′26″N 23°48′57″E / 49.17389°N 23.81583°E
下盧卡維察（烏克蘭語：Нижня Лукавиця），是烏克蘭的城鎮，位於該國西部利沃夫州，由斯特雷區莫爾申市鎮負責管轄，始建於1620年，面積3.4平方公里，海拔高度326米，2024年人口354，人口密度每平方公里112.65人。